# 普雷勒 (伯恩州)
普雷勒（法語：Prêles，法語發音：[pʁɛl]）是瑞士伯恩州的一个旧市镇，总面积为6.98平方千米，截至2011年12月总人口为908人。2014年1月1日，普雷勒与市镇迪耶斯和朗班合并为新市镇普拉托德迪耶斯。